# Ветер, который качает вереск
«Ве́тер, кото́рый кача́ет ве́реск» (англ. The Wind That Shakes the Barley, дословно «Ве́тер, что колы́шет ячме́нь») — художественный фильм британского режиссёра Кена Лоуча, получивший Золотую пальмовую ветвь на Каннском кинофестивале 2006 года, о войне за независимость Ирландии. Название фильма восходит к балладе Роберта Дуайера Джойса «Ветер, что колышет ячмень», посвящённой восстанию 1798 года в Ирландии.

## Сюжет
Действие фильма происходит в 1920—1921 годах в сельской местности Ирландии. Страна охвачена народными волнениями против бесчинств английских солдат. Главные герои вступают в ряды Ирландской республиканской армии, чтобы с оружием в руках отстоять независимость своего государства.
Главные герои фильма — братья О’Донован. Дэмиен — успешный врач, но обстоятельства вынуждают его бросить свою работу и присоединиться вместе со своим братом Тедди к национально-освободительному движению. В войне за независимость Ирландия одерживает победу, но страну раздирают противоречия, которые приводят к гражданской войне. Многие ирландцы не согласились с тем, что новая республика становится доминионом Великобритании, в ней остаётся военное английское присутствие, а Северная Ирландия остаётся под британским владычеством. К тому же, национальное освобождение оказывается недостаточным без социального.
Финальная часть фильма посвящена конфликту братьев. Дэмиен остаётся верен республиканским идеалам, а Тедди поддерживает новую власть и покидает ИРА.

## В ролях
| Актёр            | Роль             |
| ---------------- | ---------------- |
| Киллиан Мёрфи    | Дэмиен О’Донован |
| Патрик Делейни   | Тедди О’Донован  |
| Лиам Каннингем   | Дэн              |
| Орла Фицджеральд | Шинейд           |
| Мэри О'Риордан   | Пегги            |
| Лоуренс Барри    | Михел            |
| Дэмьен Кирни     | Финбар           |
| Майлз Хорган     | Рори             |
| Уильям Руан      | Джонни Гоган     |

## Награды и номинации

### Награды
- 2006 — Каннский кинофестиваль
  - Золотая пальмовая ветвь — Кен Лоуч

### Номинации
- 2007 — Премия «Гойя»
  - Лучший европейский фильм — Кен Лоуч